# Władysław Nekrasz

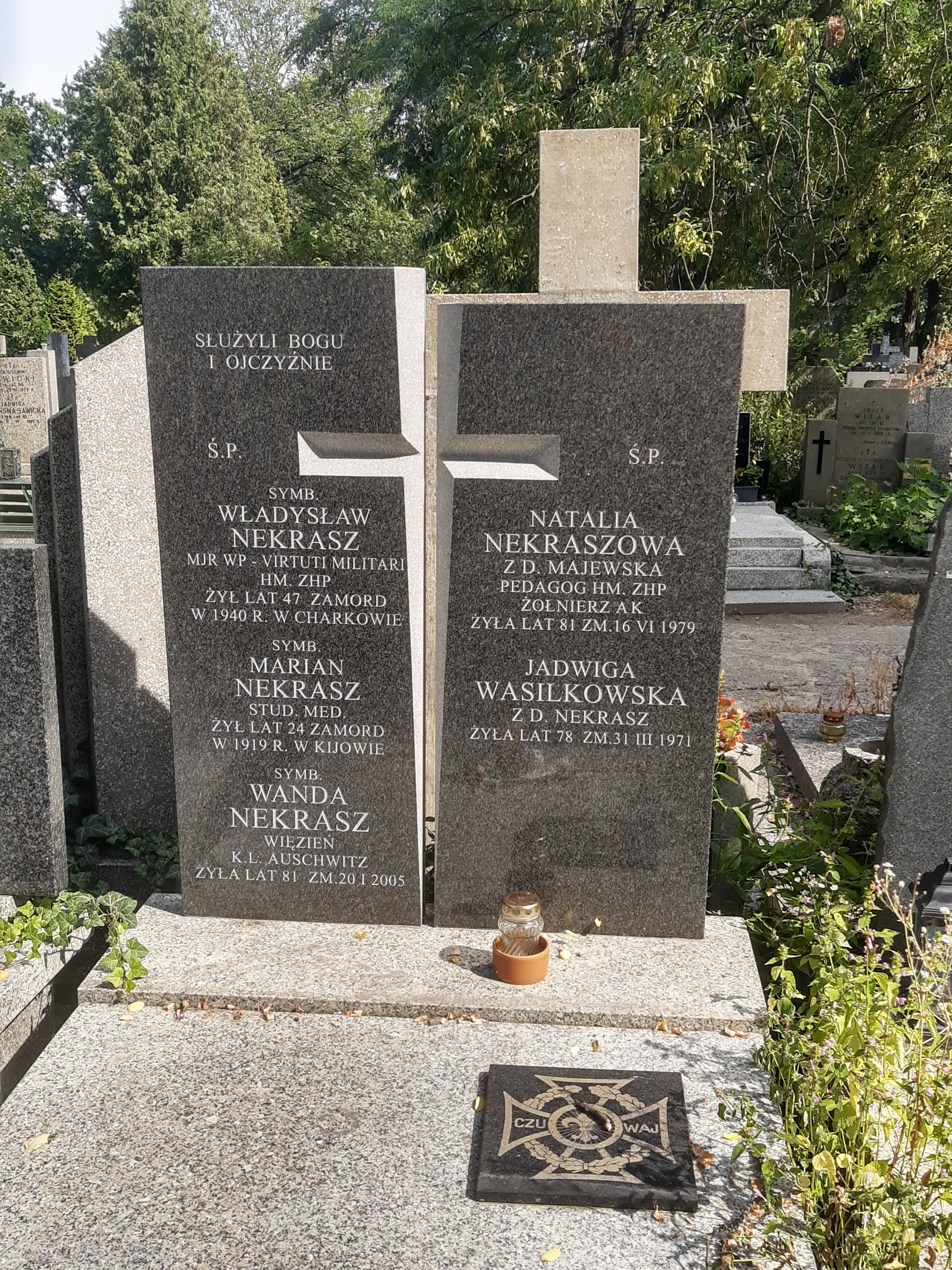
Grób Władysława i Natalii Nekraszów.

Władysław Janusz Nekrasz (ur. 7 października 1893 w Krasnolisach, zm. wiosną 1940 w Charkowie) – kapitan piechoty Wojska Polskiego, działacz niepodległościowy, harcmistrz, inżynier rolnik, kawaler Orderu Virtuti Militari, ofiara zbrodni katyńskiej.

## Życiorys
Urodził się 7 października 1893 w majątku Krasnolisy jako syn Jakuba, dzierżawcy majątku, i Albiny z Dawidowskich. Był bratem Mariana (ur. 1895) i Jadwigi (1904). Uczęszczał do gimnazjum realnego w Kamieńcu Podolskim, które ukończył w 1910 roku. Dwa lata później rozpoczął studia rolnicze na Politechnice Kijowskiej. Działał w ruchu akademickim, był m.in. członkiem organizacji „Polonia”. a wraz z Józefem Dybowskim powołał do życia zastęp skautowy „Kruki” (1912) oraz skautowy zastęp żeński (1913). Należał także do Związku Walki Czynnej.
W 1914, kiedy z poparciem kijowskiego koła Związku Młodzieży Polskiej „Zet” powstała w Kijowie Miejscowa Komenda Skautowa, Nekrasz został zastępcą komendanta (Stefana Radomskiego). Latem 1914 brał udział w kursie instruktorskim w Skolem. Po zmianach strukturalnych w listopadzie 1914 został zastępcą naczelnika Związkowej Komendy Skautowej na Rusi, następnie naczelnikiem. Od 1916 był komendantem hufca kijowskiego Naczelnictwa Harcerstwa na Rusi i w Rosji. W 1917 i 1918 organizował kursy instruktorskie pod Kijowem, na których uczył przede wszystkim pionierki.
W 1917 wstąpił do wojskowej szkoły artylerii w Kijowie, gdzie założył i przewodniczył organizacji „Junkrów Polaków”. Na początku 1918 razem z innymi członkami tej organizacji zgłosił się do I Polskiego Korpusu w Bobrujsku. Po rozwiązaniu korpusu w maju 1918 rozpoczął przerwane studia na Akademii Rolniczej w Dublanach.
Ponownie przerwał naukę w związku z działaniami wojennymi. Uczestniczył w walkach o Lwów, był dwukrotnie ranny. Uznany w 1919 za niezdolnego do służby liniowej, został przydzielony do prac kulturalno-oświatowych w Sztabie Generalnym. Umożliwiło mu to studia w Szkole Głównej Gospodarstwa Wiejskiego w Warszawie. Niezależnie od studiów i służby wojskowej nadal działał w harcerstwie. W lipcu 1919 organizował I Harcerski Związkowy Kurs Instruktorski w Zwierzyńcu Zamojskim, gdzie prowadził zajęcia z pionierki obozowej. W grudniu 1919 został kierownikiem Wydziału Technicznego Głównej Kwatery Związku Harcerstwa Polskiego. Uczestniczył m.in. w opracowaniu programów sprawności harcerskich. Publikował artykuły na łamach czasopism „Młodzież”. „Harce”. „Harcmistrz”. „Harcerz”. „Polska Zbrojna”. „Osadnik” oraz w „Kalendarzu Harcerskim” (1921).
W grudniu 1920 na I Ogólnopolskim Zjeździe Walnym ZHP został wybrany do Naczelnej Rady Harcerskiej oraz do Wydziału Wykonawczego tej rady oraz objął funkcję sekretarza generalnego Naczelnictwa ZHP. W czasie wojny polsko-bolszewickiej był inspektorem oddziałów harcerskich przy dowództwie Frontu Północnego. W lipcu 1921 pełnił funkcję zastępcy komendanta kursu instruktorskiego w Piwnicznej. Brał udział w akcji plebiscytowej na Górnym Śląsku oraz III powstaniu śląskim. Organizował ruch harcerski na Litwie Środkowej.
W 1922 został zdemobilizowany w stopniu kapitana. Otrzymał działkę wojskową w Starym Stawie na Wołyniu i zajął się gospodarstwem, pełniąc jednocześnie funkcję przedstawicielstwa Ministerstwa Spraw Wojskowych ds. osadnictwa wojskowego w powiecie Horochów. W kwietniu 1926 uzyskał dyplom inżyniera rolnika w SGGW. Pracował następnie w instytucjach rolniczych – był kierownikiem gospodarstw okręgowych Towarzystwa Rolniczego w Kowlu i Łucku, kierownikiem wystawy rolniczo-przemysłowej w Łucku, sekretarzem Wołyńskiego Komitetu ds. Powszechnej Wystawy Krajowej w Poznaniu. Od 1929 był związany z Bankiem Rolnym w Łucku, początkowo jako sekretarz, a od 1930 naczelnik wydziału.
Na Wołyniu kontynuował również działalność harcerską. W latach 1926–1930 był komendantem Chorągwi Wołyńskiej, organizował zloty i kursy instruktorskie. W 1935 został przeniesiony do centrali Banku Rolnego w Warszawie, gdzie kierował kancelarią. Uczestniczył w 1936 w jubileuszowym zjeździe 50-lecia organizacji „Zet”.
Krótko przed wybuchem II wojny światowej powierzono mu funkcję referenta mobilizacyjnego Banku Rolnego, co zwalniało go ze służby wojskowej. Mimo to zgłosił się na ochotnika i walczył w kampanii wrześniowej. Po agresji ZSRR na Polskę w nieznanych okolicznościach wzięty do niewoli sowieckiej i przewieziony do obozu w Starobielsku. Wiosną 1940 został zamordowany przez funkcjonariuszy NKWD w Charkowie i pogrzebany w bezimiennej mogile zbiorowej w Piatichatkach, gdzie od 17 czerwca 2000 mieści się oficjalnie Cmentarz Ofiar Totalitaryzmu w Charkowie. Figuruje na Liście Starobielskiej NKWD pod poz. 2349. Jego grób symboliczny znajduje się na cmentarzu bródnowskim w Warszawie (kw. 31D-2-16).
W 1922 poślubił Natalię z Majewskich (również aktywną w harcerstwie), miał dwie córki (Krystynę, historyka sztuki i Wandę, chemiczkę).
5 października 2007 minister obrony narodowej Aleksander Szczygło mianował go pośmiertnie na stopień majora. Awans został ogłoszony 9 listopada 2007 w Warszawie, w trakcie uroczystości „Katyń Pamiętamy – Uczcijmy Pamięć Bohaterów”.

## Dorobek książkowy
Nekrasz opublikował dwie książki o tematyce harcerskiej:
- Pionierka harcerska (1921, kolejne wydania 1939, 1947, 2018)
- Harcerze w bojach. Przyczynek do udziału młodzieży polskiej w walkach o niepodległość ojczyzny w latach 1914-1921 (w dwóch częściach, wydana nakładem Głównej Księgarni Wojskowej w Warszawie w latach 1930–1931; wznowiona nakładem  Związku Harcerstwa Rzeczypospolitej 2011).

oraz 5-stronicową broszurkę:
Konkurs pisania i rachowania na maszynach biurowych = Concours d'exécution des travaux de bureau sur les machines à ecrire et à calcule, Warszawa 1933

## Ordery i odznaczenia
- Krzyż Srebrny Orderu Wojskowego Virtuti Militari nr 3065[1][10]
- Krzyż Niepodległości – 19 grudnia 1933 „za pracę w dziele odzyskania niepodległości”[11]
- Krzyż Walecznych[12]
- Odznaka za Rany i Kontuzje z dwiema gwiazdkami[13]
- Odznaka harcerska „Za Zasługę”